# Panell solar tèrmic

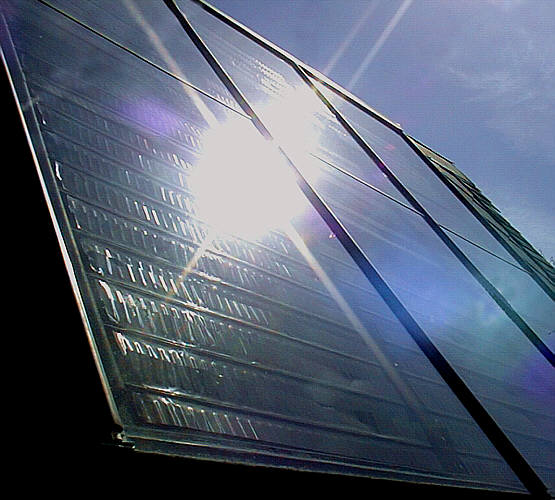
Captadors solars tèrmics a la teulada d'una casa

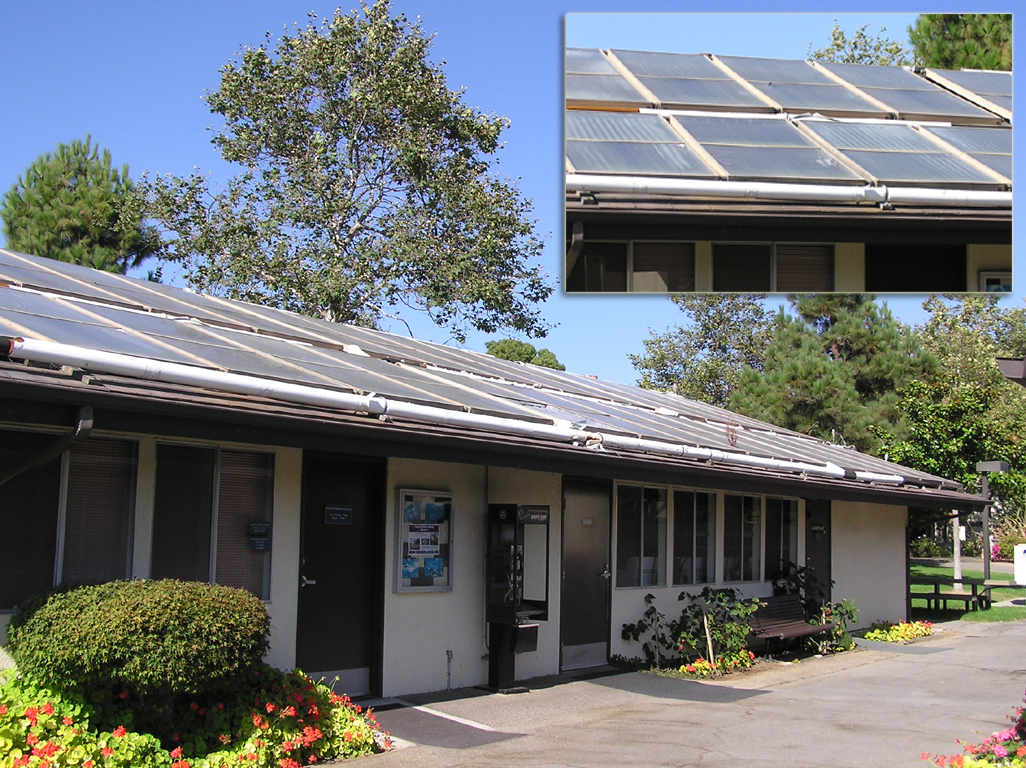
Captadors solars tèrmics al sostre d'una bugaderia

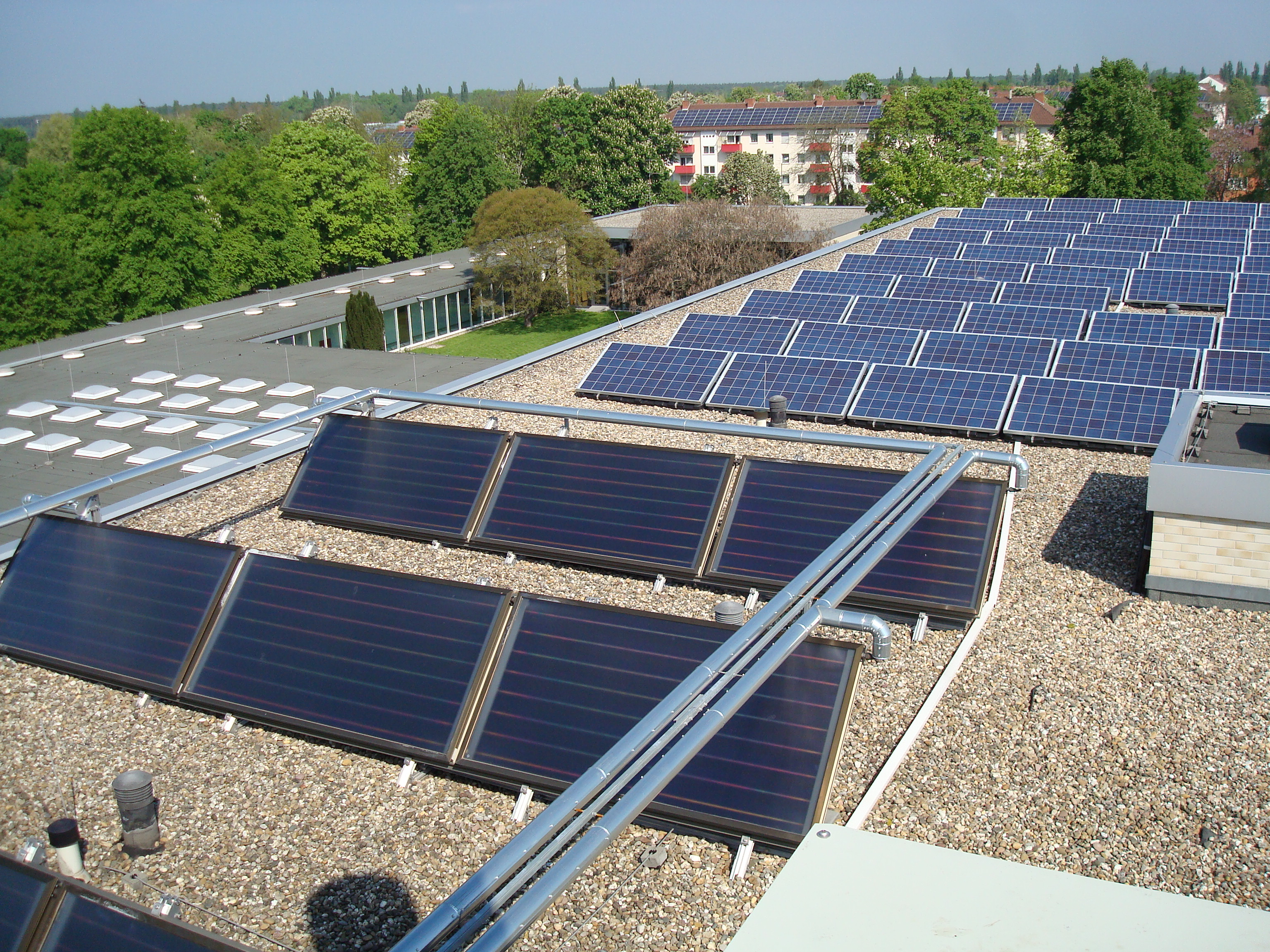
Davant: Captadors solars tèrmics al sostre de la Universitat de Speyer; Darrera: un sistema fotovoltaic

Un panell solar tèrmic, és qualsevol dispositiu dissenyat per recollir l'energia irradiada pel sol i convertir-la en energia tèrmica. La diferència d'aquests captadors és que no es dediquen a generar energia elèctrica únicament, funció principal d'un sistema fotovoltaic. Els col·lectors es divideixen en dos grans grups: els captadors de baixa temperatura, utilitzats fonamentalment en sistemes domèstics de calefacció i aigua calenta sanitària, i els col·lectors d'alta temperatura, conformats mitjançant miralls, i utilitzats generalment per produir energia elèctrica. Com a variant, existeixen els estanys solars, on l'energia solar escalfa les diverses capes d'aigua dolça i una solució salina que serveix per emmagatzemar energia solar tèrmica.

## Tipus

### Captadors de baixa temperatura

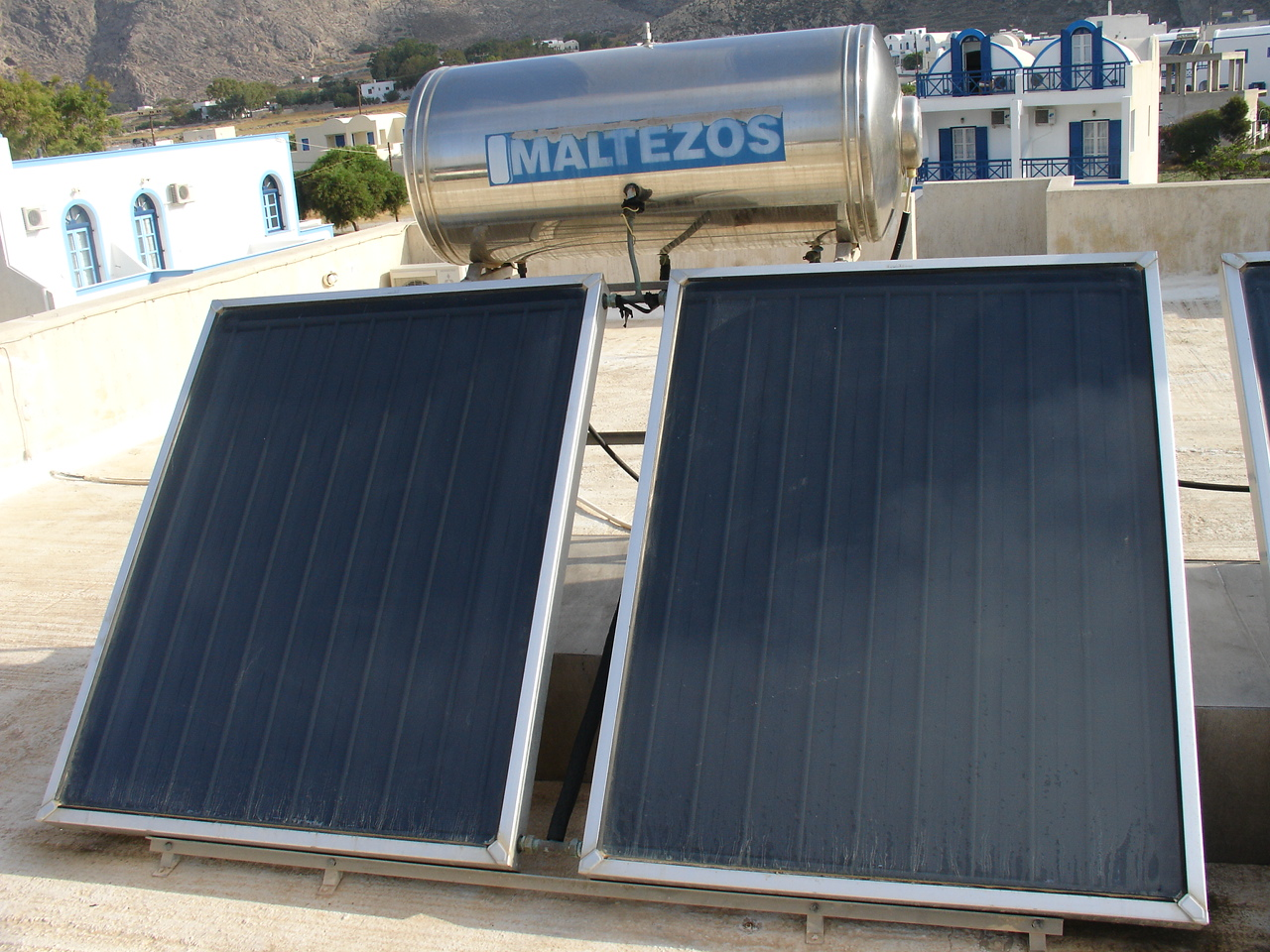
Captadors solars plans.

- Captador solar pla, també anomenat col·lector solar pla o panell solar tèrmic, consistent en una caixa plana metàl·lica per la qual circula un fluid, que s'escalfa al seu pas pel panell. Pot ser al seu torn:
  - Captador pla protegit: amb un vidre que limita les pèrdues de calor.
  - Captador pla no protegit: sistema més econòmic i de baix rendiment, utilitzat essencialment per a climatització de piscines.
- Panell de tubs de buit, on la superfície captadora està aïllada de l'exterior per un doble tub de vidre que crea una càmera al buit. Hi ha dos sistemes:
  - Flux directe: el fluid circula pels tubs, com en els captadors plans.
  - Flux indirecte o Heat pipe:[3] la calor s'evapora un fluid en el tub, i aquest transmet la seva energia en condensar en l'extrem.
  - Flux indirecte sense Heat pipe La diferència amb l'anterior és que és construït al 100% amb cristall de borosilicato, evitant la utilització de coure, per la qual cosa abarateix encara més els seus costos, a més eleva el rendiment un 30% pel que fa als tubs de buit amb Heat-Pipe.

### Captadors d'alta temperatura

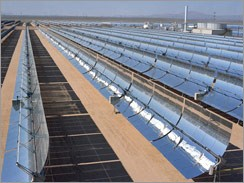
Miralls parabòlics en concentrador solar.

- Concentrador solar: el fluid s'escalfa a alta temperatura mitjançant miralls parabòlics. Poden ser:
  - Sistemes lineals (disposició cilíndrica): el fluid s'escalfa en recórrer la línia situada en el focus de la paràbola
  - Sistemes puntuals (disposició esfèrica): amb forma de plat, utilitzat per concentrar més els rajos i obtenir així temperatures més altes quan la infraestructura és de dimensions limitades.
- Miralls plans o lents Fresnel lineals,[4] amb idèntica funció que els concentradors solars lineals.
- Miralls en una central tèrmica solar, que concentren la radiació solar en un únic punt situat en una torre, on es genera vapor d'aigua per produir electricitat.
- Miralls en un forn solar, variant on s'utilitzen miralls plans i posteriorment miralls parabòlics per obtenir molt altes temperatures.

### Captació de molt alta temperatura
Anomenada de vegades forn solar, són sistemes per obtenir molt altes temperatures. Antigament es va fer amb concentradors parabòlics fixos (forn solar d'Odelló) i actualment es fa amb camps de miralls plans orientables que dirigeixen el seu reflex i ho concentren en un únic punt situat en una torre, en la qual es genera vapor d'aigua que sol servir per produir electricitat.
| Moviment                          | Tipus de col·lector              | Imatge | Tipus d'absorció | Ràtio de concentració | Interval de temperatures indicatiu (°C) |
| --------------------------------- | -------------------------------- | ------ | ---------------- | --------------------- | --------------------------------------- |
| Estacionari                       | Captador solar pla               |        | Pla              | 1                     | 30-80                                   |
| Estacionari                       | Col·lector de tub de buit        |        | Pla              | 1                     | 50-200                                  |
| Estacionari - Seguiment en un eix | Col·lector parabòlic compost     |        | Tubular          | 1-15                  | 60-300                                  |
| Seguiment en un eix               | Reflector lineal de Fresnel      | -      | Tubular          | 10-40                 | 60-250                                  |
| Seguiment en un eix               | Col·lector cilíndric             | -      | Tubular          | 10-40                 | 60-300                                  |
| Seguiment en un eix               | Col·lector parabòlic             | -      | Tubular          | 10-40                 | 60-400                                  |
| Seguiment en dos eixos            | Reflector de disc parabòlic      | -      | Puntual          | 600-2000              | 100-1500                                |
| Seguiment en dos eixos            | Col·lector per camp d'heliòstats |        | Puntual          | 300-1500              | 150-2000                                |

### Col·lectors plans protegits
Són els més utilitzats per tenir la relació cost-producció de calor més favorable.
En aquests sistemes, el captador se situa en una caixa rectangular, les dimensions habituals de la qual oscil·len entre els 80 i 120 cm d'ample, els 150 i 200 cm d'alt, i els 5 i 10 cm de gruix (tot i que existeixen models més grans). La cara exposada al sol està coberta per un vidre molt fi, mentre que les cinc cares restants són opaques i estan aïllades tèrmicament.
Dins de la caixa, exposada al sol, hi ha una placa metàl·lica. Aquesta placa està unida o soldada a una sèrie de conductes pels quals flueix un caloportador (generalment aigua, glicol, o una barreja de tots dos). A aquesta placa se li aplica un tractament superficial selectiu perquè augmenti la seva absorció de calor, o simplement es pinta de negre.

### Col·lectors plans no protegits
Són una variant econòmica dels anteriors on s'elimina el vidre protector, deixant la placa exposada directament a l'ambient exterior. Manquen també d'aïllament perimetral.
Donada la immediatesa i simplicitat d'aquest tipus de panells, existeixen multitud de subvariants tant en formes com en materials: conceptualment, una simple mànega enrotllada i pintada de negre és, en essència, un col·lector solar pla no protegit.
A causa de la seva limitada eficiència, necessiten una superfície més gran per aconseguir les prestacions desitjades, però poden compensar-ho pel seu baix cost.

### Tubs de buit
Els tubs de buit suposen un concepte diferent: es redueix la superfície captadora a canvi d'unes pèrdues calorífiques menors. La làmina captadora es col·loca dins de tubs al buit, per tant amb unes pèrdues calorífiques menyspreables. Aquests tubs presenten el mateix aspecte que un tub fluorescent tradicional, però de color fosc. Els panells es formen amb diversos d'aquests tubs muntats en una estructura de pinta.
Els avantatges d'aquest sistema són la seva major aïllament (el que el fa especialment indicat per a climes molt freds o de muntanya), i la seva major flexibilitat de col·locació, ja que usualment permet una variació d'uns 20º sobre la seva inclinació ideal sense pèrdua de rendiment. El desavantatge és un cost significativament major.

### Concentrador solar
El concentrador solar, com el seu nom ho indica, concentra la radicació solar en una àrea més petita, similar al principi d'una lupa.

## Funcionament
Els col·lectors solars plans funcionen aprofitant l'efecte hivernacle. El vidre actua com a filtre per a certes longituds d'ona de la llum solar: deixa passar fonamentalment la llum visible, i és menys transparent amb les ones infraroges de menor energia.
El sol incideix sobre el vidre del col·lector, que sent molt transparent a la longitud d'ona de la radiació visible, deixa passar la major part de l'energia. Aquesta escalfa llavors la placa col·lectora que, al seu torn, es converteix en emissora de radiació en ona llarga o (infrarojos), menys energètica. Però com el vidre és molt opac per a aquestes longituds d'ona, tot i les pèrdues per transmissió, (el vidre és un mal aïllant tèrmic), el recinte de la caixa s'escalfa per sobre de la temperatura exterior.
Al pas per la caixa, el fluid caloportador que circula pels conductes s'escalfa, i transporta aquesta energia tèrmica on es desitgi.
El rendiment dels col·lectors millora quant menor sigui la temperatura de treball, ja que a major temperatura dins de la caixa (en relació amb l'exterior), majors seran les pèrdues per transmissió en el vidre. També, a major temperatura de la placa captadora, més energètica serà la seva radiació, i més transparència tindrà el vidre a ella, disminuint per tant l'eficiència del col·lector.

## Aplicacions
- Preparació d'aigua calenta per a usos sanitaris,
- Calefacció
- Climatització de piscines.
- Fred solar
- Crear vapor
- Cuinar
- Esterilització
- Pasteurització
- Dessalinització
- Neteja
- Assecat
- Tintat entre d'altres.

Depenent de l'estació de l'any, tant en habitatges unifamiliars com en edificis, les instal·lacions d'energia solar tèrmica proporcionen habitualment entre el 30% i el 100% de l'aigua calenta demandada, amb mitjanes anuals entorn del 40-50%, per la qual cosa necessiten el suport de sistemes convencionals de producció d'aigua calenta.
Utilitzats per a calefacció només són indicats per a sistemes de baixa temperatura, com el terra radiant, on s'empren per preescalfar l'aigua de la caldera. Segons els diferents estudis que es consultin, la reducció del consum obtinguda s'estima entre un 25-45%, encara que en la pràctica no sol ser econòmicament rendible dimensionar la instal·lació per a reduccions de consum majors a un 30%. El problema amb l'ús per a calefacció és que els dies en què les necessitats de calefacció són majors, la captació i el rendiment dels col·lectors són menors. Mentre que quan els panells són més eficients, les necessitats de calefacció són menors.
Per calefactar espais es pot també fer circular aire a través de panells especialment dissenyats per a això, proporcionant calefacció directa sense els riscos operatius que presenta l'aigua (encara que amb menys eficiència a causa de la menor capacitat caloportadora de l'aire).
L'ús de panells solars tèrmics és particularment adequat per a la climatització de piscines, ja que la baixa temperatura de treball requerida permet fins i tot tipologies de col·lectors sense vidre protector, el que abarateix enormement tant els costos com l'impacte ambiental de la instal·lació. A més, no necessiten acumulador, ja que és la pròpia aigua de la piscina la que actua com a tal.
Està en desenvolupament l'ocupació de col·lectors per a refrigeració amb màquines d'absorció, ja que al contrari que en calefacció, la major demanda de refrigeració coincideix amb el millor rendiment dels col·lectors.

## Perspectives d'ús en calefacció
S'estima que el 80% del consum energètic d'un habitatge es produeix en forma d'aigua calenta a baixa temperatura (calefacció i aigua calenta sanitària). D'aquest consum, aproximadament el 70% s'empra en calefacció. La calefacció és per tant un dels grans cavalls de batalla de l'estalvi energètic.
Els col·lectors solars plans no són tecnològicament complexos, pel que el seu marge d'evolució és molt limitat. No obstant això, actualment aconsegueixen captar entorn del 80% de l'energia rebuda del sol. (en comparació amb el 10-15% dels panells solars fotovoltaics comuns).
Per exemple, a Ciutat de Mèxic, s'obtenen 15MJ/dia/m2 a l'estiu, i 8-10MJ/dia/m2 a l'hivern.
Si bé fins a finals de 2006 la seva ocupació en calefacció era econòmicament discutible i la seva viabilitat depenia de subvencions estatals, avui en dia i degut sobretot a l'augment del preu del petroli, constitueixen una interessant inversió.
No obstant això, el principal escull que ha de superar aquesta tecnologia és la seva escassa utilització al llarg de l'any: la demanda anual de calefacció, a diferència de l'aigua calenta, no es reparteix homogèniament, sinó que es concentra en els mesos més freds, que més coincideixen amb els de menys llum solar. Per aquest motiu, els panells de calefacció romanen inactius la major part de l'any, dificultant la seva amortització en el temps. La utilització massiva de panells solars tèrmics dependrà per tant de la nostra capacitat per dotar-los d'ús a l'estiu, per exemple per a refrigeració. Altres millores menors inclourien què fer amb la calor sobrant en els mesos en què, tot i disposar d'ells per a refrigeració, no s'utilitzin els col·lectors (com a la primavera o tardor), ja que si no es dissipa adequadament, l'excés de calor pot destruir els col·lectors, de manera que cal dotar-los de sistemes de prevenció com ara petits radiadors exteriors, que eleven el cost del panell.